# Justice (allégorie)
Pour les articles homonymes, voir Justitia et Justice (homonymie).
 (novembre 2019).
Si vous disposez d'ouvrages ou d'articles de référence ou si vous connaissez des sites web de qualité traitant du thème abordé ici, merci de compléter l'article en donnant les références utiles à sa vérifiabilité et en les liant à la section « Notes et références ».

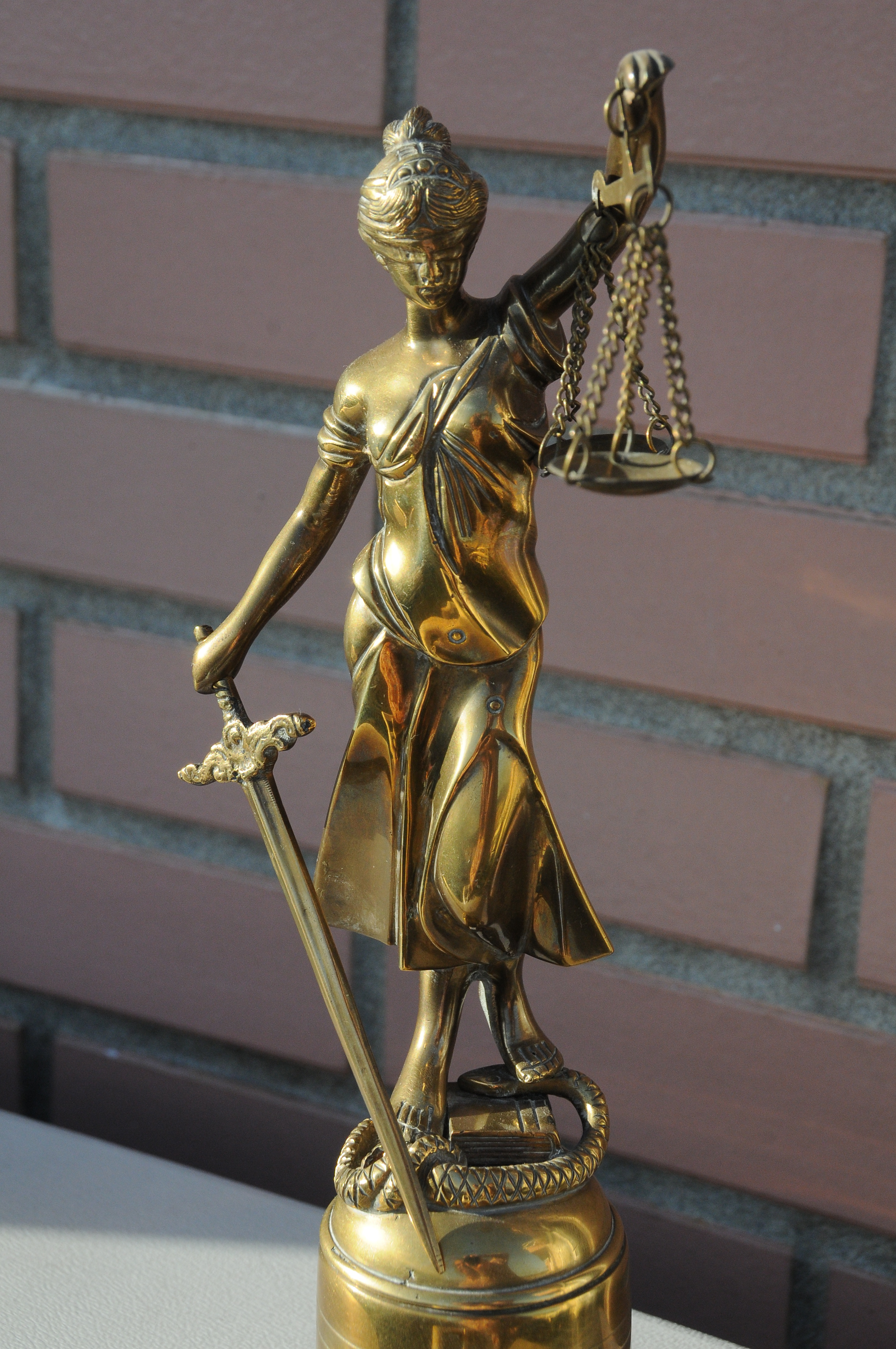
Allégorie de la Justice avec le bandeau, le glaive et la balance

Justice ou Justitia (écrit en latin Iustitia) est, dans la mythologie romaine, la déesse de la Justice. C'est une personnification allégorique de la force morale qui sous-tend le système légal. La symbolique judiciaire utilise également depuis le XIIIe siècle une figure de la mythologie grecque, Thémis, sous les traits d'une femme aux yeux bandés, symbolisant l'impartialité.

## Description

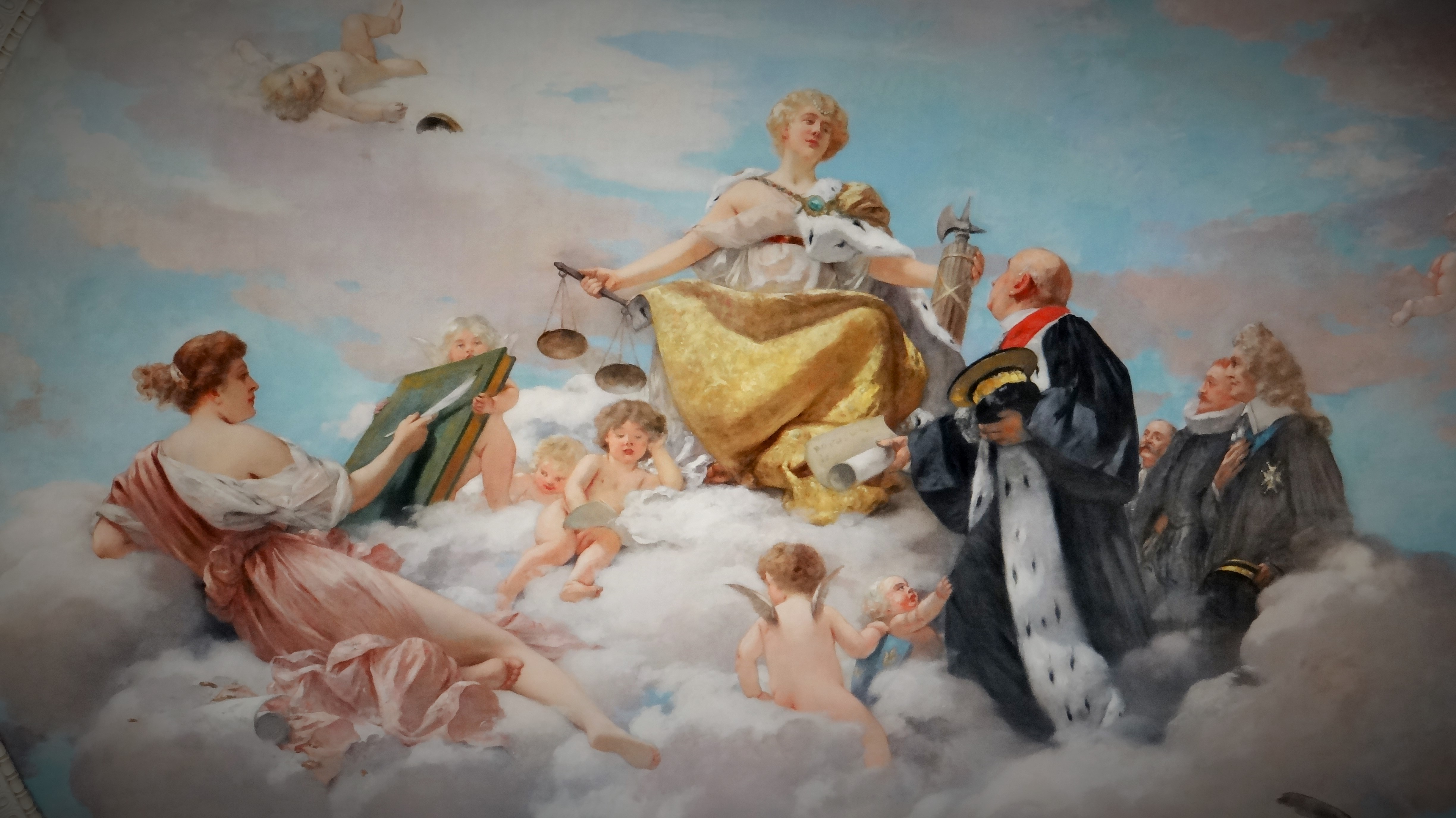
Allégorie de la Justice (1910), Henri Gervex, Paris, Palais Cambon.

Depuis la Renaissance, Justice a souvent été dépeinte portant un glaive et une balance, ayant un bandeau sur les yeux. D'autres interprétations plus modernes ont fait de Justice une femme enceinte dans son deuxième trimestre de grossesse, car elle n’est pas une jeune fille sans expérience.

## Divinités de la mythologie gréco-romaine liées à la justice
La Justitia latine est une divinité dont les attributs se retrouvent chez plusieurs divinités de la mythologie grecque et romaine qui ne lui sont pas exactement équivalentes.

### Thémis
Fille de Gaïa (la Terre) et d’Ouranos (le Ciel), Thémis était l'incarnation de l'ordre divin, de la loi et de la coutume : elle personnifiait la justesse divine de la loi. Elle est une rescapée du combat cosmogonique entre les Titans et les dieux dont Zeus fut le vainqueur. Première épouse du père des dieux, elle demeure à ses côtés lors des prises de décisions relevant de la justice divine. Thémis évoque ainsi la force de la permanence et de l'impartialité, par contraste avec la future femme de Zeus, possédée par une jalousie dévorante, Héra. Elle est représentée armée d’un glaive et tenant une balance (cette posture peut varier, de manière plus ou moins ostentatoire). Ses couleurs vestimentaires sont dominées par le blanc, symbole de pureté et de candeur (« candide » en latin signifie « blanc »), le noir et le pourpre.

### Astrée
Fille de Zeus et Thémis (ou d'Astréos et d'Éos), elle est comme sa mère une personnification de la Justice. Vivant parmi les humains, elle est la dernière à les quitter à la fin de l'Âge d'or. Elle devint la constellation de la Vierge, tandis que la Balance de la Justice devint la constellation de la Balance.

### Eunomie
Fille de Zeus et Thémis, Eunomie était l'une des trois Heures mentionnées par Hésiode. Elle personnifiait la Loi et l'Ordre, et par extension la justice humaine dans son aspect légal.

### Dicé
Sœur d'Eunomie, Dicé personnifiait la justice humaine en général et notamment dans son aspect répressif, celui du châtiment et de l'application des peines. Cette divinité tient une balance, comme le rappelle ce vers extrait d'un fragment ayant survécu d'un poème de Bacchylide : « Si quelque dieu avait tenu en équilibre la balance de Diké ».

### Tyché
Dans la mythologie grecque, Tyché (en grec ancien Τύχη / Túkhê, « chance ») est la divinité tutélaire de la fortune, de la prospérité et de la destinée d'une cité ou d'un État. Son équivalent romain est Fortuna et son équivalent germanique est Heil, le Salut de l'âme.

### Némésis
Dans la mythologie grecque, Némésis (en grec ancien Νέμεσις / Némesis) est la déesse de la juste colère des dieux, parfois assimilée à la vengeance. Le nom de Némésis dérive du terme grec νείμειν / neímein, signifiant « le don de ce qui est dû ». La mythologie romaine en reprend un aspect sous la forme d'Invidia, soit « l'indignation devant un avantage injuste ». Elle est aussi interprétée comme étant un messager de mort envoyé par les dieux comme punition.

### Fortuna
Fortuna est une divinité italique allégorique du hasard, de la chance. Son nom dérive du latin fors qui signifie « sort ». Elle est identifiée à la Tyché grecque.

## Les attributs de Justice
Les attributs de Justice sont empruntés à Thémis, Dicé, Tyché et Némésis.

### Le bandeau
Le bandeau qui couvre les yeux de Justice est un symbole d'impartialité. Il indique que la justice est (ou devrait être) rendue objectivement, sans crainte ni faveur, indépendamment de l'identité, de la puissance ou de la faiblesse des accusés : la justice comme l'impartialité est aveugle.
Les yeux bandés furent initialement un attribut de la déesse grecque hellénistique Tyché (le Destin) et se retrouvent chez son équivalent, la déesse romaine Fortune (la Chance). Le bandeau ne fut attribué à la Justice latine que secondairement : les premières pièces de monnaie romaines montraient Justitia tenant le glaive dans une main et la balance dans l'autre, avec les yeux découverts.

### Le glaive
L'épée est celle de Némésis (la Vengeance) et symbolise l'aspect répressif de la justice, l'application des peines. Chez la Justitia romaine, le glaive romain a remplacé l'épée. Tenu dans la main droite, il symbolise aussi le pouvoir de la justice qui tranche les problèmes et litiges. Le glaive symbole de puissance, rappelle quant à lui que la justice n’est rien sans la force qui permet de la faire appliquer : juger ne consiste pas seulement à examiner, peser, équilibrer, mais encore à trancher et à sanctionner. Le glaive souligne qu'être jugé peut être douloureux : la détermination du juste n’est pas seulement affaire d’appréciation intellectuelle, elle implique surtout une décision finale, exécutoire, tranchant définitivement un conflit entre des intérêts divergents. Il est à double tranchant car les puissances de la raison et de la justice peuvent s'exercer aussi bien en faveur qu'au détriment de chacune des parties. Thémis utilisait le glaive pour punir les contrevenants.

### La balance
Justice est le plus souvent représentée tenant, dans la main gauche, une balance avec laquelle elle soupèse les forces de soutien et d'opposition dans une affaire (principe de contradiction juridique).
La balance composée de deux plateaux suspendus à un fléau est l'un des attributs de Thémis. Elle symbolise l'équité et l'exprime dans le symbole de la justice qui est un glaive (justice) sous contrainte de l'équité (balance). La balance seule et en fonction de[pas clair]ses plateaux est le symbole des comptables, des merciers, des fromagers et de la justice. 
La balance constitue le symbole le plus ancien de la fonction de juger. Elle est par exemple présentée dans plusieurs mythologies antiques comme un moyen de peser les âmes après la mort pour déterminer la valeur d’un individu. La balance fait référence à l’idée d’équilibre et de mesure : elle rappelle ainsi tant l’objectif de la justice que le moyen d’y parvenir. La balance symbolise à ce titre le travail du juge au cours de son délibéré : prendre la mesure de chaque argument pour parvenir à une décision équilibrée. Elle symbolise aussi l’impartialité nécessaire au fonctionnement de la justice, qui ne doit pencher en faveur d’aucune des parties. Thémis l'utilisait pour juger le pour et le contre lorsqu'elle s'occupait d'une affaire.

### Autres attributs

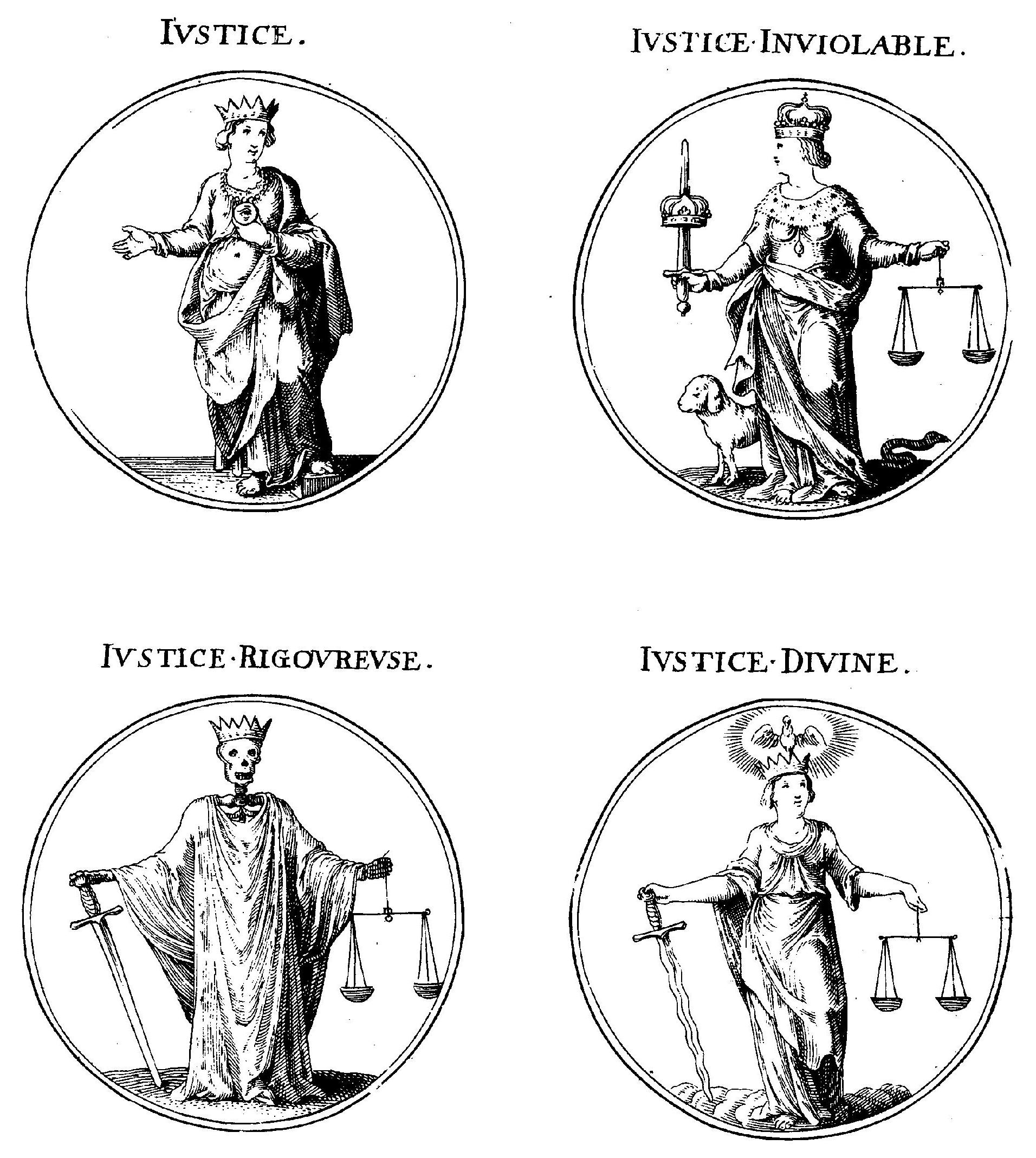
Iconologie de Cesare Ripa, « Diverses justices ».

Dans son Iconologie, Cesare Ripa ajoute d'autres attributs à la Justice pour insister sur son caractère inviolable :
- la couronne, qui signifie que la justice est la reine des vertus ;
- le chien, car elle doit se porter fidèlement à servir la vertu ;
- le serpent, car elle doit éviter le vice comme un venin mortel.

La Justice rigoureuse est représentée par un squelette, car le juge ne se laisse pas plus fléchir que la mort. La Justice divine, au contraire, est une dame très belle. Elle porte sur la tête une couronne dominée par la colombe du Saint-Esprit qui communique la justice aux hommes ; regardant vers le ciel, munie d’une épée et d'une balance, elle porte une robe d'or qui symbolise son lustre.

## Représentations dans les arts

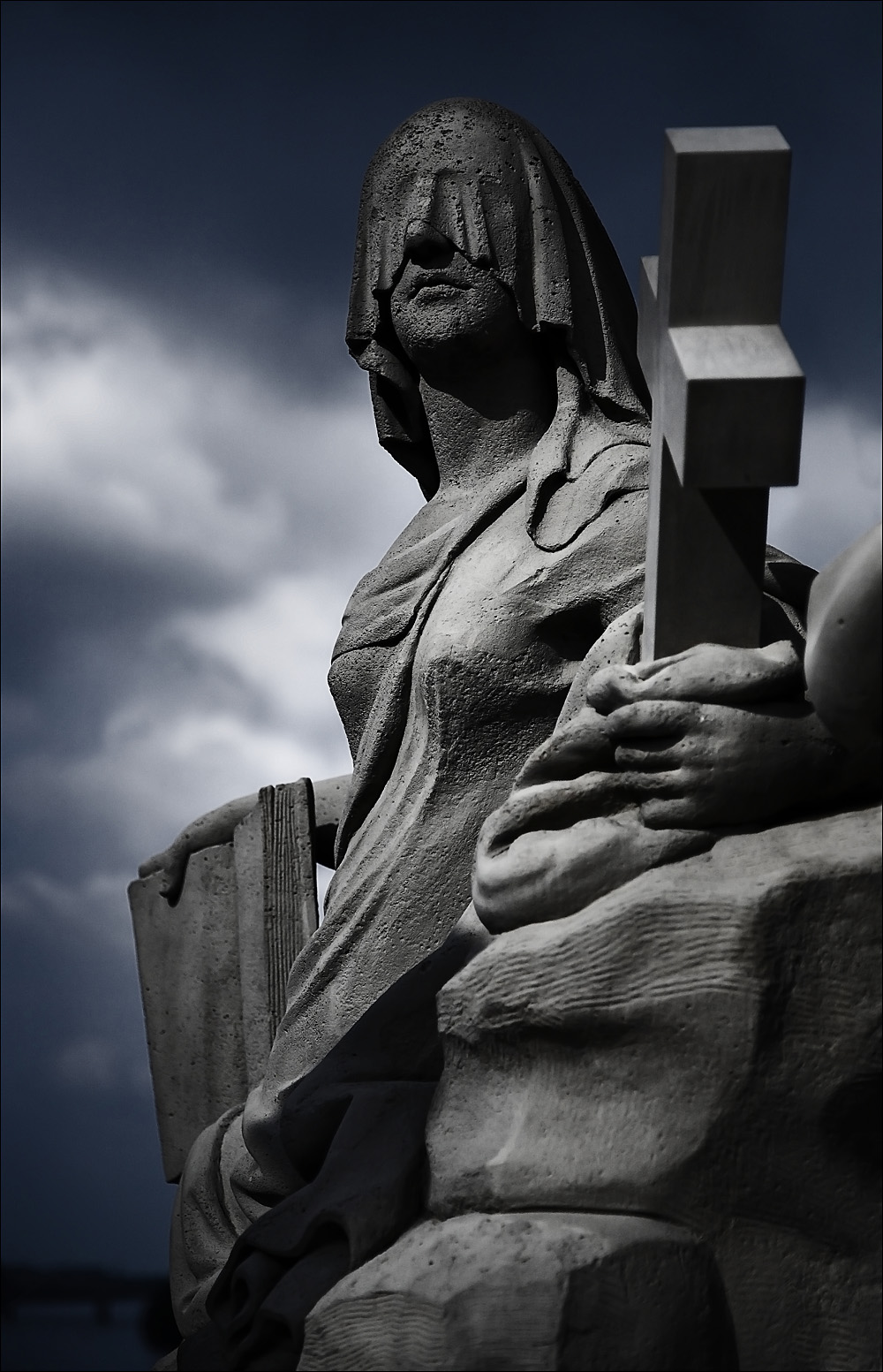
Justitia sur l'Alte Brücke de Heidelberg.
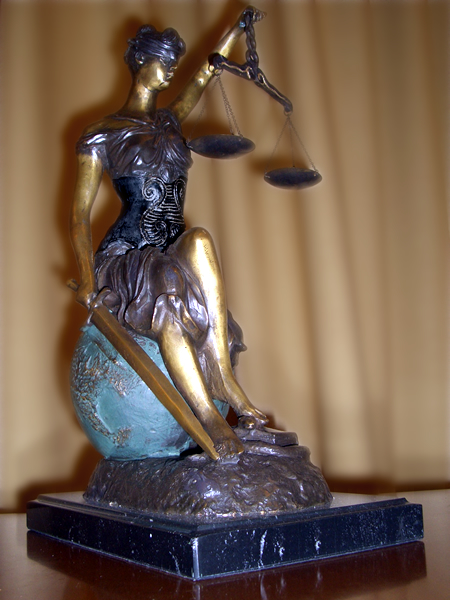
Statue en bronze créée par le ministère américain de la Justice pour le 225e anniversaire de [non précisé].
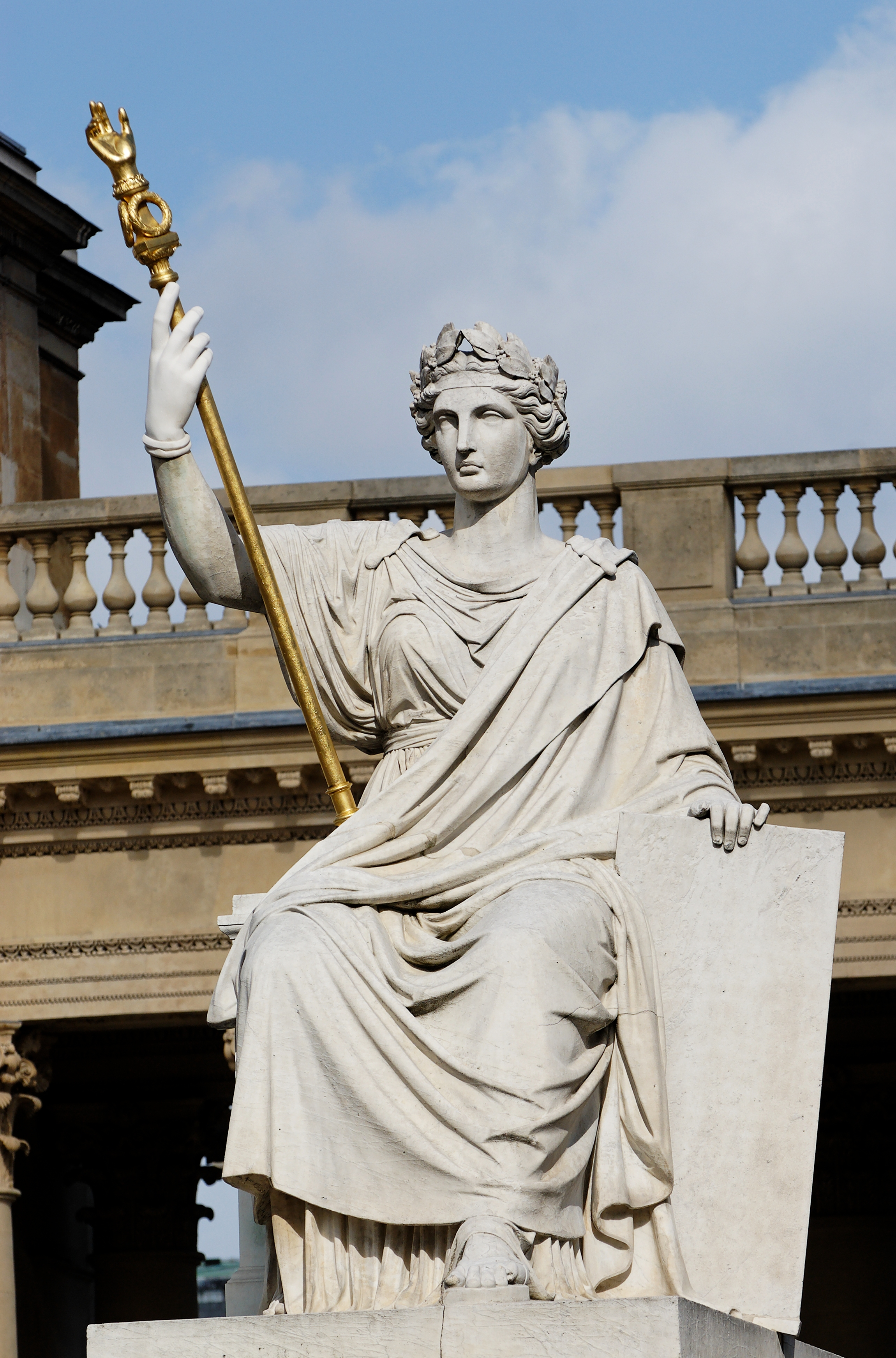
La Loi, par Jean-Jacques Feuchère, Paris, première moitié du XIXe siècle.
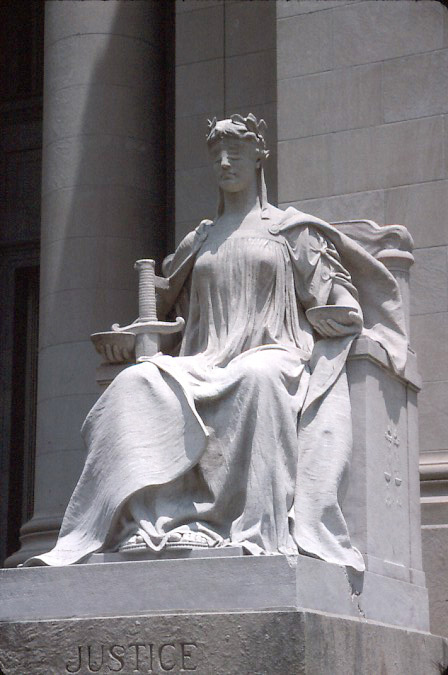
Le tribunal du comté de Shelby, Memphis (Tennessee).
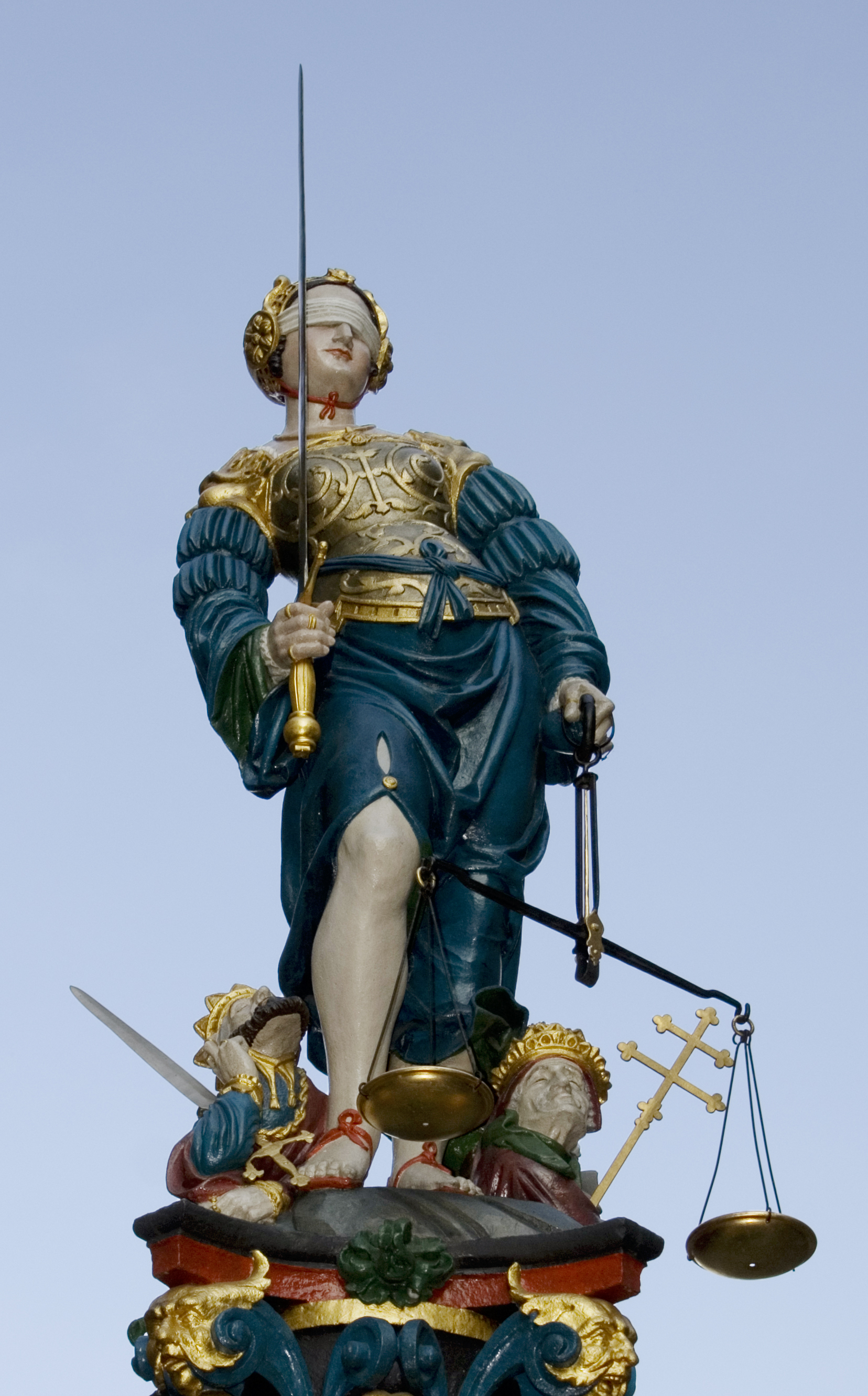
Sculpture de Hans Gieng sur la fontaine de la Justice à Berne, 1543.
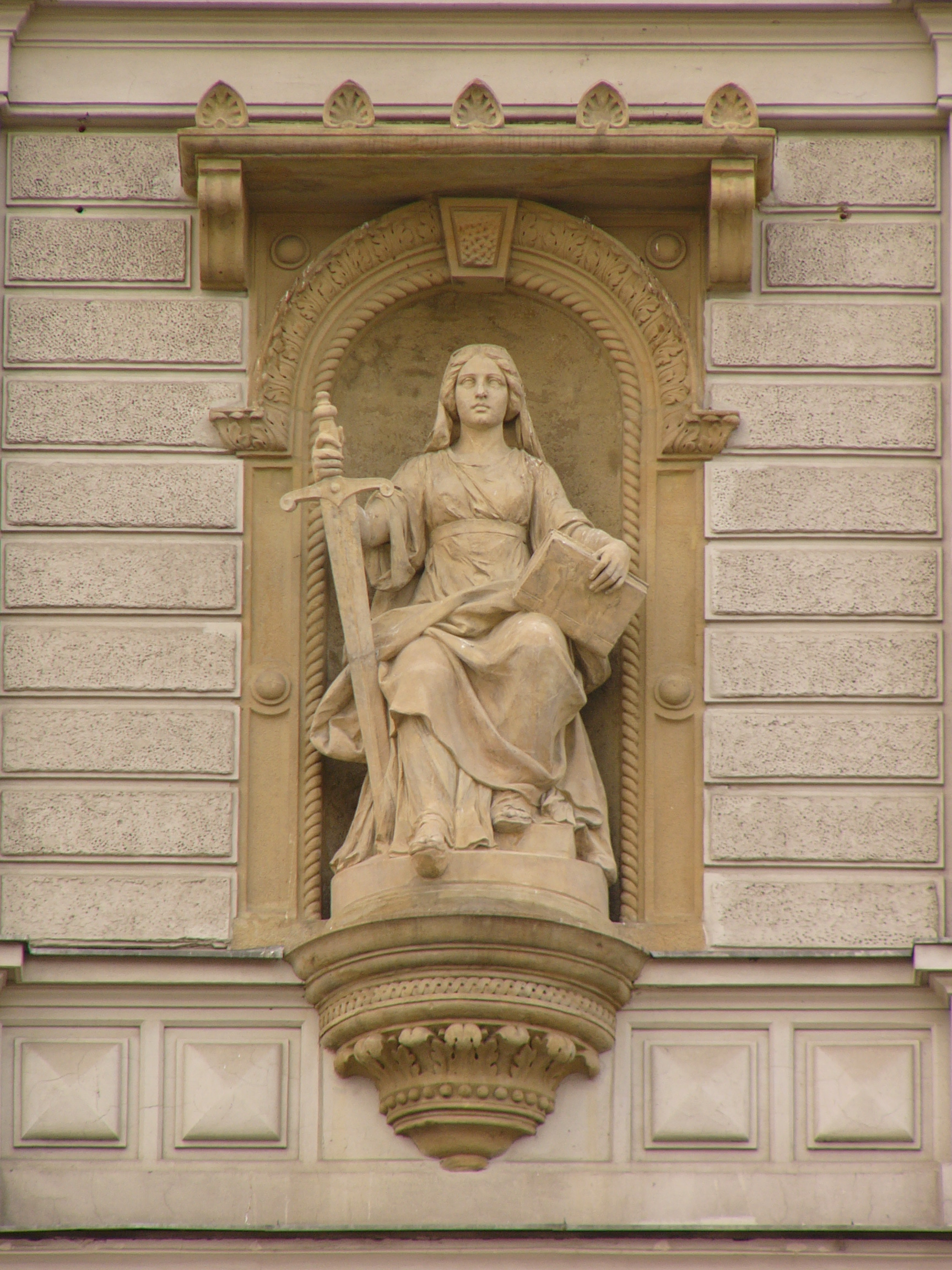
Olomouc, République tchèque.
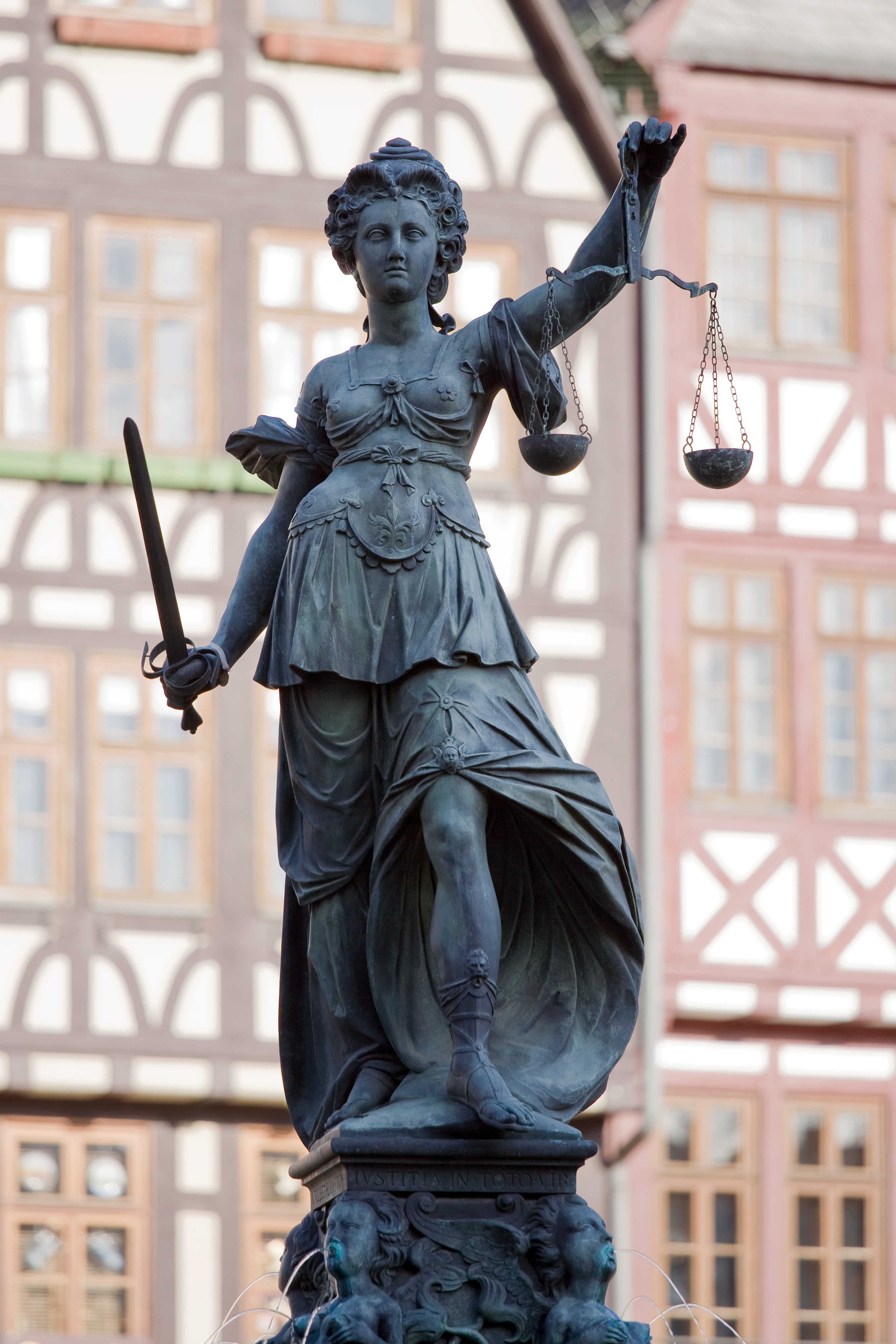
Frankfurt, Allemagne.
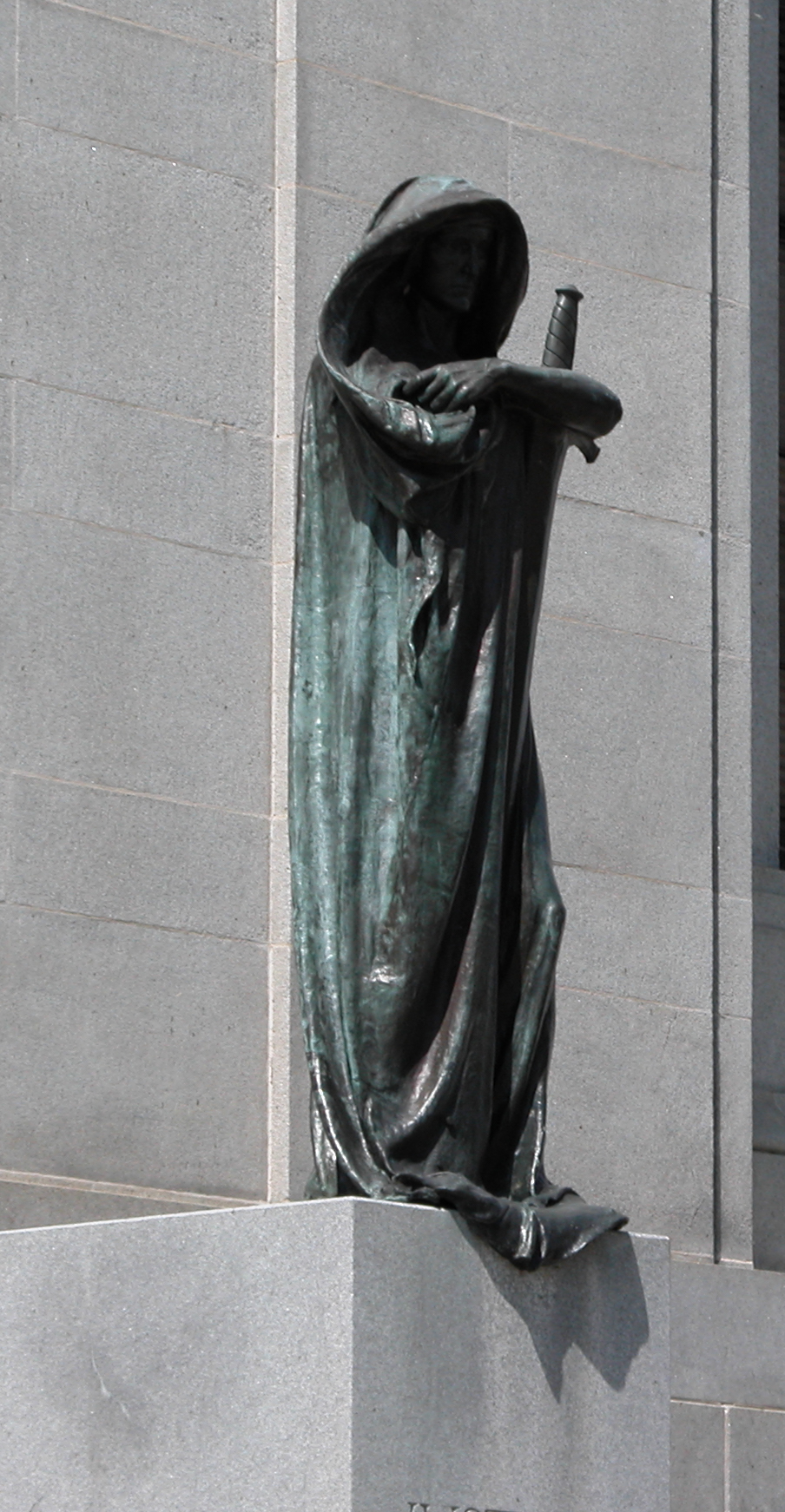
Canada.
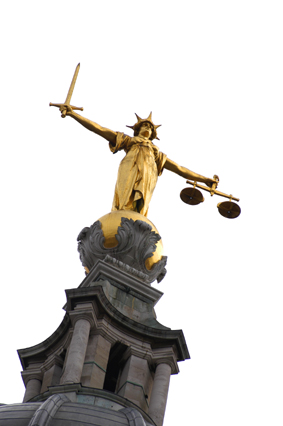
Old Bailey, Londres, Royaume-Uni.
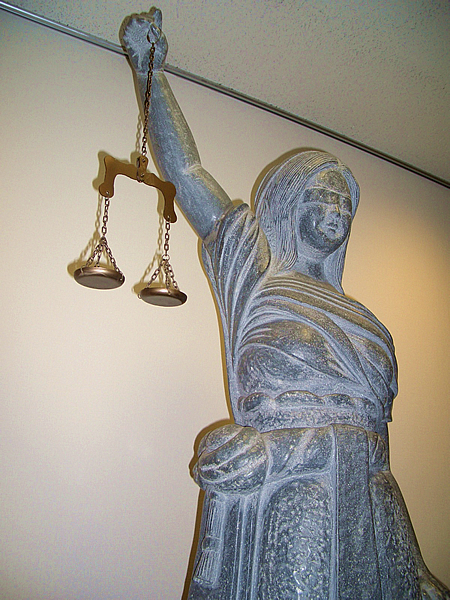
Japon.
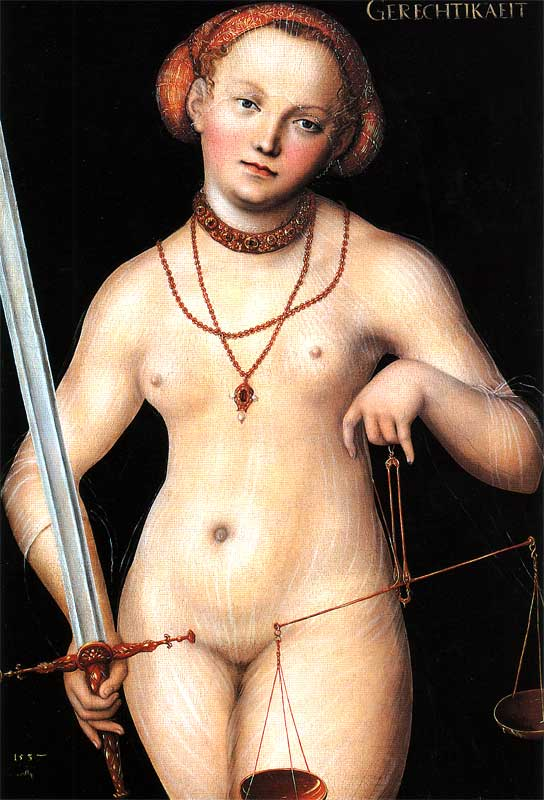
Justice par Lucas Cranach l'Ancien, 1537.
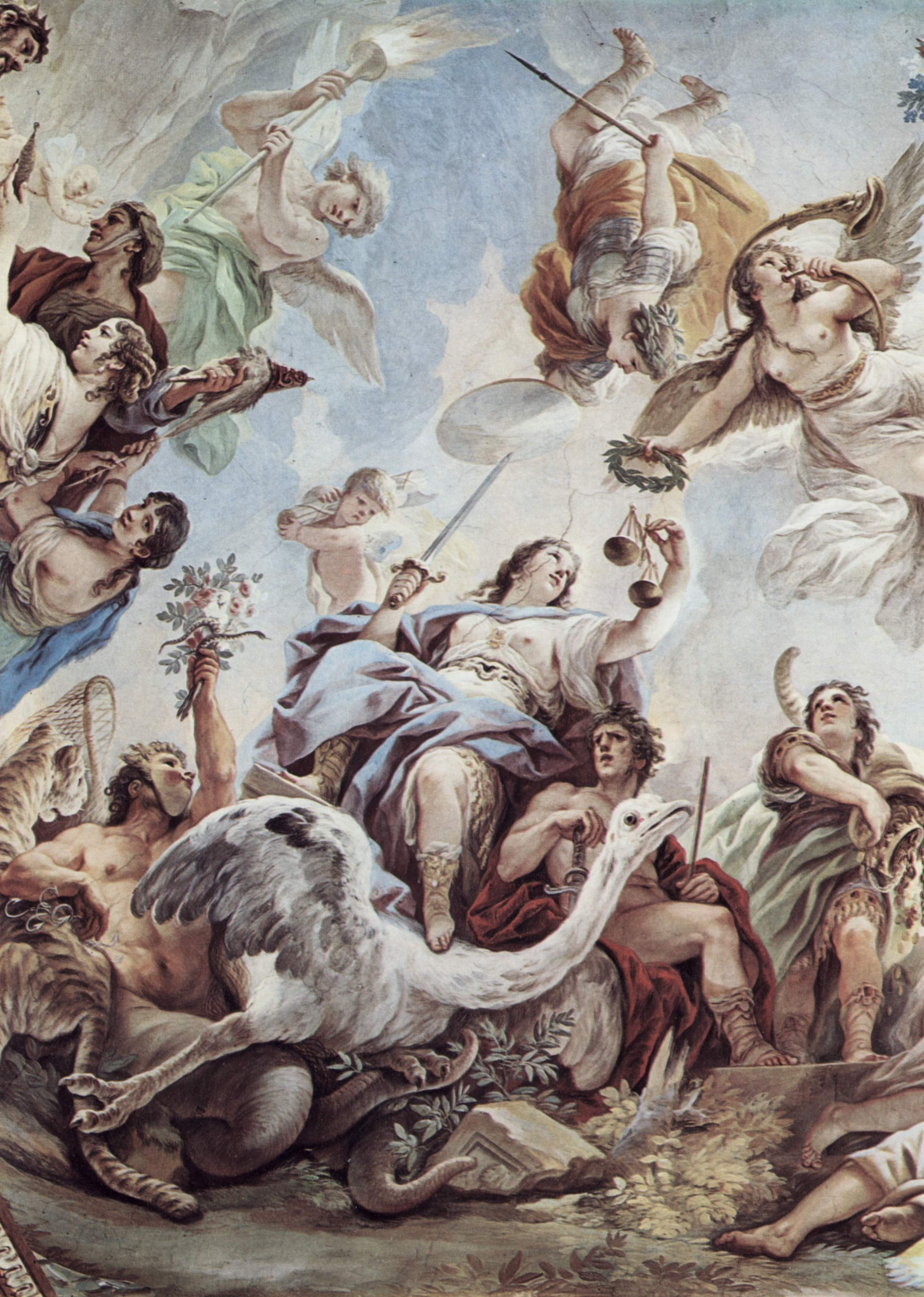
Fresque de la Justice sur le palais Medici-Riccardi, XVIIe siècle.
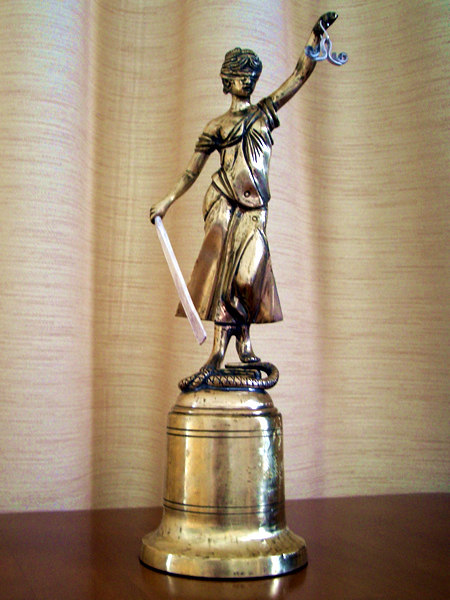
1890.
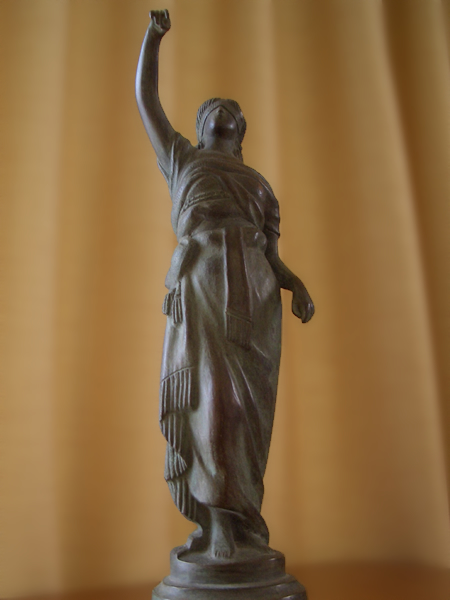
1920.
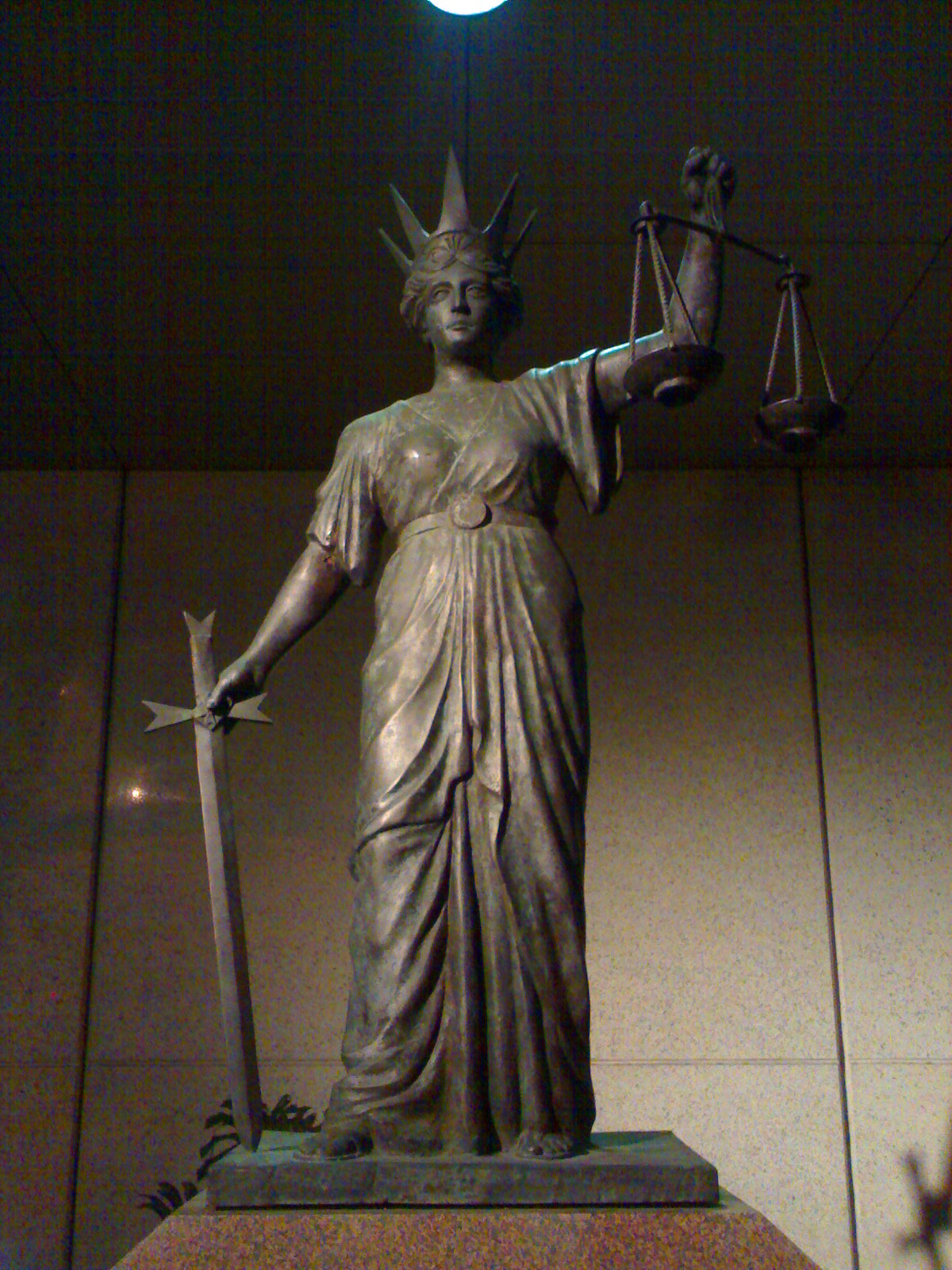
Australie.
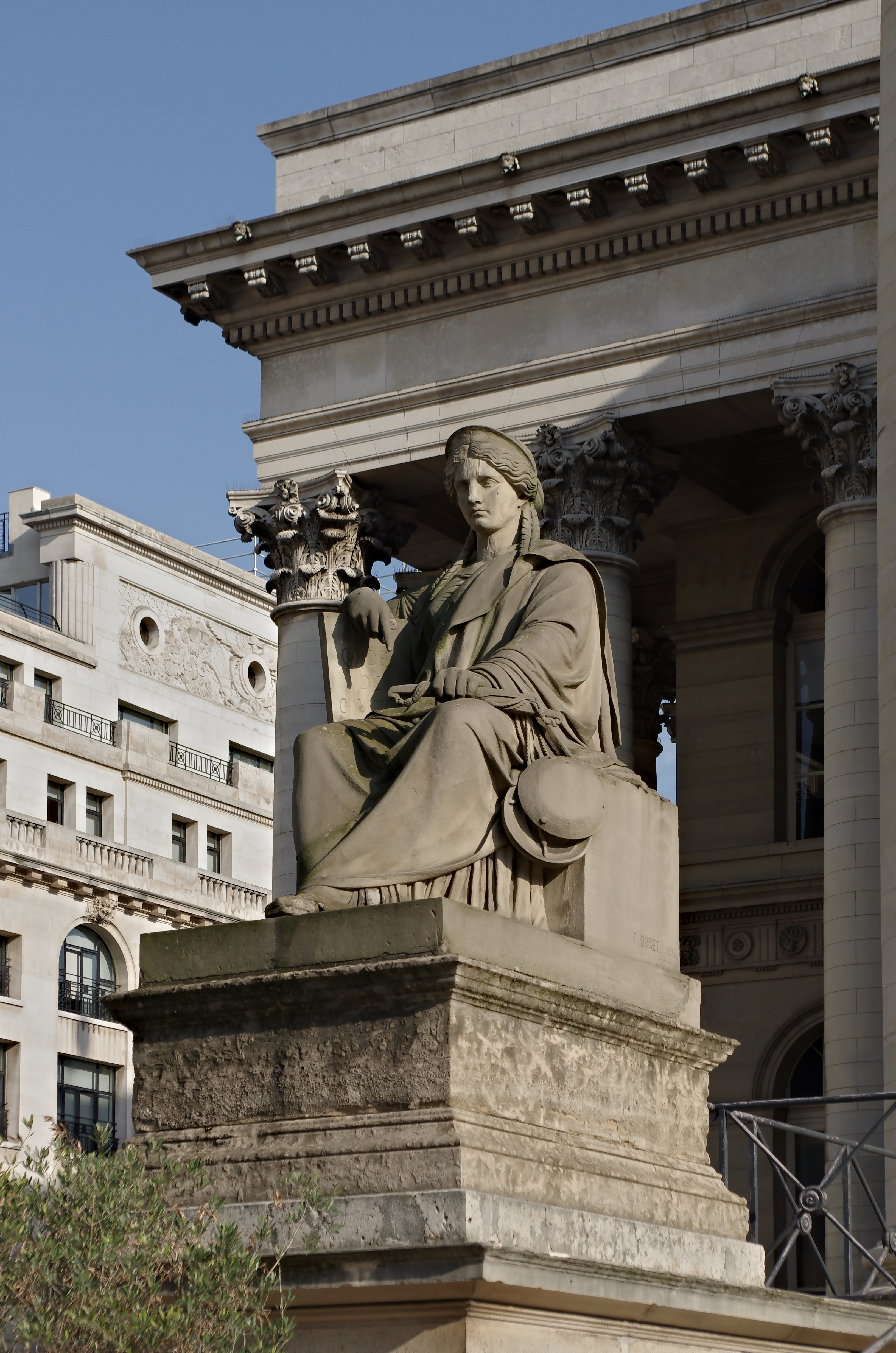
La Justice consulaire (1851), Palais Brongniart, Paris.
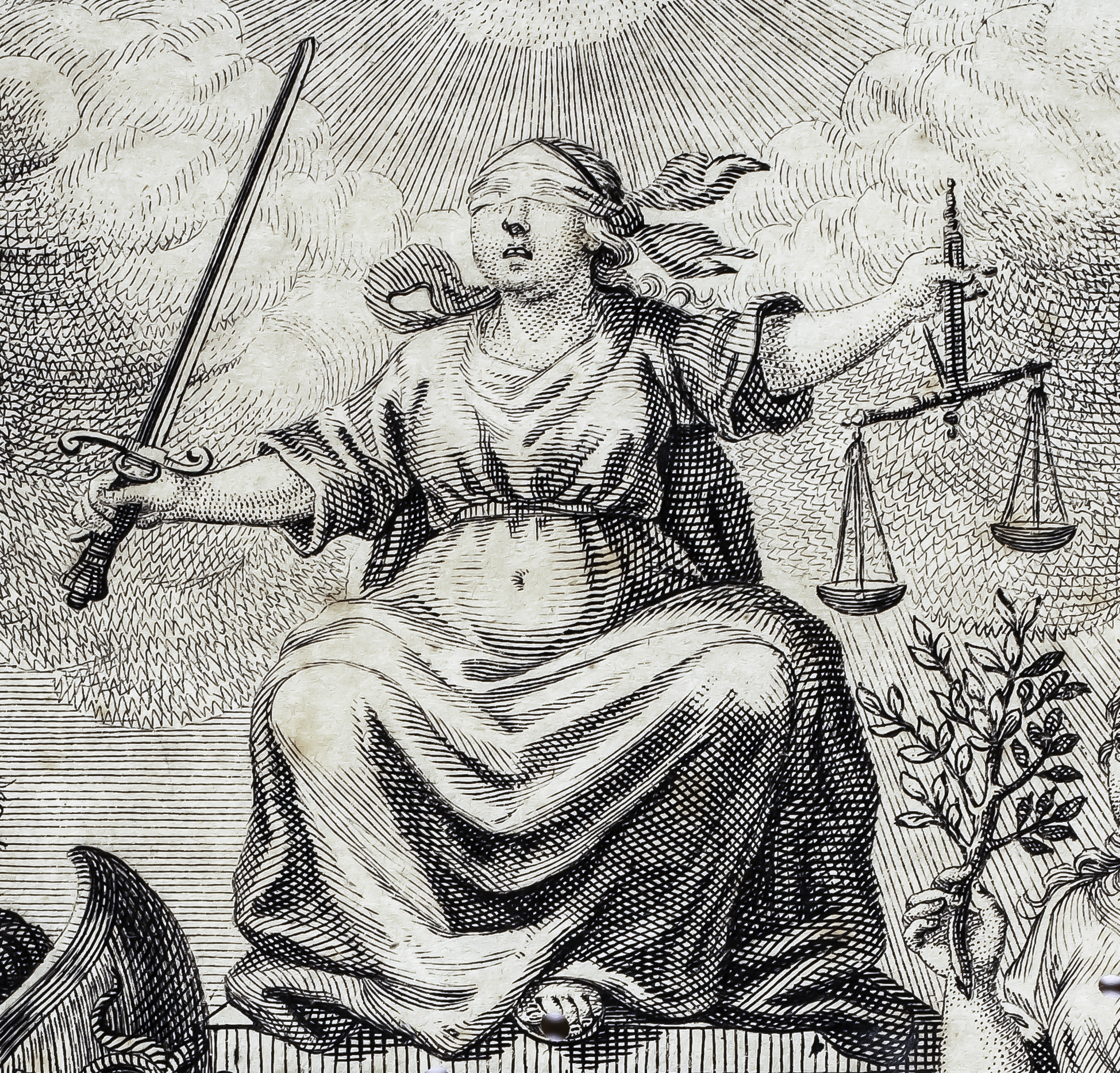
1707.